# Montsoué
Montsoué település Franciaországban, Landes megyében. Lakosainak száma 561 fő (2022. január 1.). Montsoué Eyres-Moncube, Fargues, Montgaillard, Saint-Sever, Sarraziet és Vielle-Tursan községekkel határos.

## Népesség
A település népességének változása:
| Lakosok száma | 542  | 458  | 538  | 568  | 574  | 575  | 570  | 574  | 565  | 561  |
|               | 1968 | 1982 | 1990 | 2006 | 2013 | 2015 | 2017 | 2019 | 2020 | 2022 |